# 恒宗
恒宗，又称浑源凉粉，是中华人民共和国山西省大同市浑源县的一个品牌、三晋老字号。

## 特点
恒宗为大瑞食品加工有限责任公司的主要产品，其以浑源凉粉为主。2008年，当地政府扶植浑源凉粉保鲜包装及农副产品加工创新项目。2011年，以恒宗为代表的大瑞食品获第八届中国国际农产品交易会金奖。2019年5月，山西省商务厅公示了首批“三晋老字号”名单，其中包括恒宗通过审核进行公示。